# Робот Леонардо

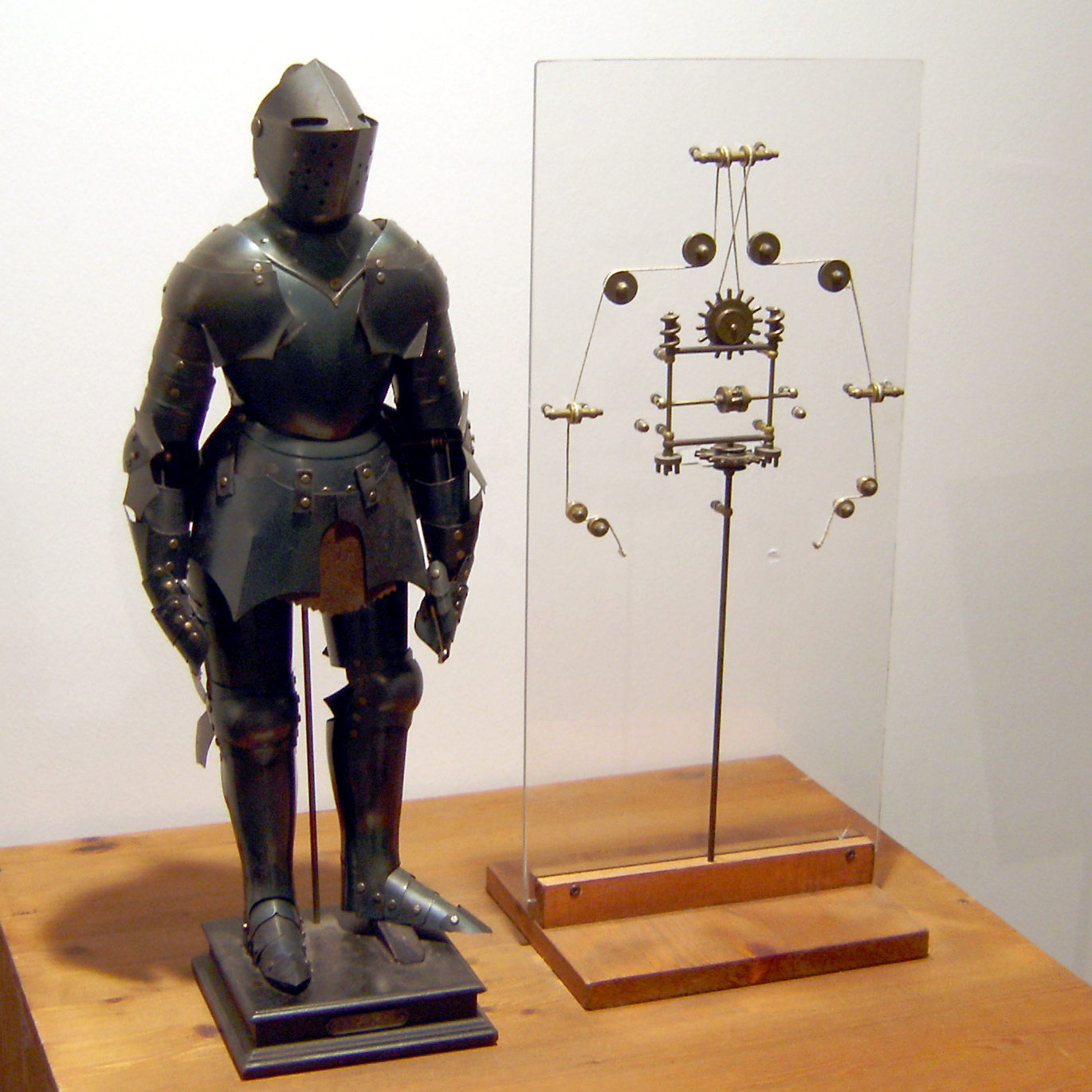
Модель робота та схема внутрішньої будови

Ро́бот Леона́рдо — людиноподібний механізм, технологію якого розробив Леонардо да Вінчі приблизно в 1495 році.
Креслення робота було знайдено в документах Леонардо, виявлених у 1950-х роках. Невідомо, чи була розробка здійснена. 
На каркас робота було надягнуто германо-італійські лицарські лати, він міг імітувати людські рухи (підводитись і сідати, рухати руками та шиєю) і мав анатомічно правильну будову щелепи.  Технологія частково ґрунтувалася на дослідженнях Леонардо в анатомії, зокрема Вітрувіанській людині.

## Історія
Леонардо, можливо, почав замальовувати ідеї свого робота ще до початку роботи над Таємною вечерею. Хоча повних креслень автомата не збереглося, нотатки Леонардо свідчать про те, що він міг створити прототип близько 1495 року, коли перебував під патронатом Людовіко Сфорца, герцога Мілана.
Початкові дослідження Леонардо в галузі анатомії та кінезіології, як записано в його Кодексі Гюйгенса, можливо, вплинули на його бажання спроектувати автоматизований пристрій. Принципи його людиноподібного робота можна знайти серед набору фоліантів, що складаються з анатомічних ескізів, які, як вважається, слідують його Вітрувіанському канону пропорцій.
Інтерес Леонардо до інженерії, можливо, також надихнув його на створення свого автомата, який з'являється у вигляді механічного лицаря. Перед тим, як Леонардо розробив свого механічного лицаря, очевидці детально описують, як він створив механічного лева, який міг рухатися незалежно від людського втручання. Механічний лев був виставлений у багатьох публічних місцях, включаючи весілля Марії Медічі та під час прибуття французького короля Франциска I до Ліона в 1515 році.

## Реконструкція Маріо Таддеі

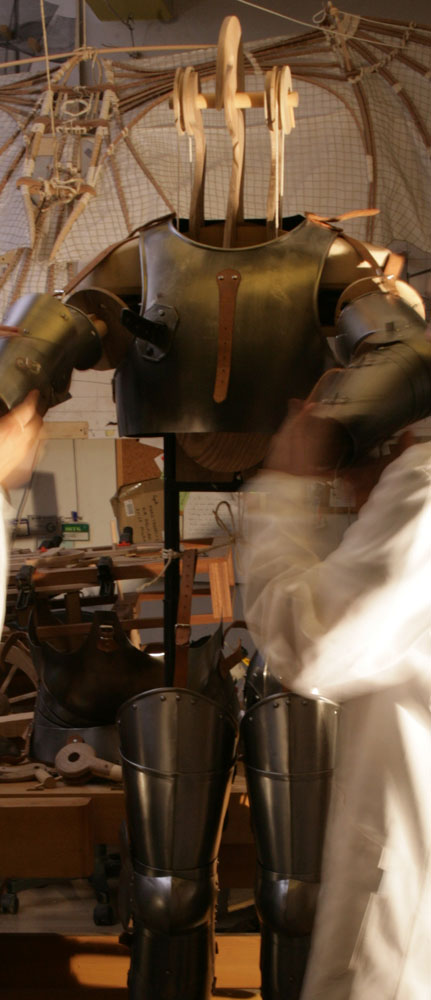
Реконструкція робота Леонардо, виконана Маріо Таддеі

Завдяки виявленню нових малюнків і даних дослідник Маріо Таддеі представив достовірнішу реконструкцію робота і написав книгу «Leonardo da Vinci's robots».